# Soutsakhone Somninhom
Soutsakhone Somninhom (ur. 22 maja 1958 roku) – laotański lekkoatleta, sprinter.
Brał udział w igrzyskach olimpijskich w 1980 roku, gdzie wystąpił w biegu na 100 m. Zawodnik odpadł już w pierwszej rundzie, plasując się na ostatniej, siódmej pozycji w drugim biegu eliminacyjnym z czasem 11,69.